# Gare de Corte
La gare de Corte est une gare ferroviaire française de la ligne de Bastia à Ajaccio (voie unique à écartement métrique). Elle est située sur le territoire de la commune de Corte, dans le département de la Haute-Corse et la Collectivité de Corse (CdC).
Construite par l'État, elle est mise en service en 1888 par la Compagnie de chemins de fer départementaux (CFD). C'est une gare des Chemins de fer de la Corse (CFC), desservie par des trains « grande ligne ».

## Situation ferroviaire
Établie à 396 mètres d'altitude, la gare de Corte est située au point kilométrique (PK) 73,8 de la ligne de Bastia à Ajaccio (voie unique à écartement métrique), entre les gares de Soveria (arrêt facultatif) et de Poggio - Riventosa (arrêt facultatif).
C'est une gare d'évitement avec une deuxième voie pour le croisement des trains.

## Histoire
Construite par l'État, la « station de Corte » est mise en service le 1er février 1888 par la Compagnie de chemins de fer départementaux (CFD) lors de l'ouverture à l'exploitation de la section de Bastia à Corte du chemin de fer d'Ajaccio à Bastia. Elle est desservie par le chemin de grande communication n°5 renommé « avenue de la Gare » entre la ville et la station. Des travaux sont nécessaires pour l'élargir et l'embellir, d'autant qu'il permet la desserte par d'autres communes de l'arrondissement. 
Elle perd son statut de terminus lors de la mise en service du dernier tronçon de Vivario à Corte le 3 décembre 1894 après plus de 6 ans de travaux, qui permet l'ouverture de l'ensemble de la ligne de Bastia à Ajaccio.

## Service des voyageurs

### Accueil
Gare CFC, elle dispose d'un bâtiment voyageurs, avec guichet ouvert tous les jours.
Deux passages piétons à niveau permettent la traversée des voies et donne l'accès au quai d'en face.

### Desserte
Corte est desservie par des autorails CFC « grande ligne » des relations : Bastia - Ajaccio, Bastia - Corte et Corte - Ajaccio.

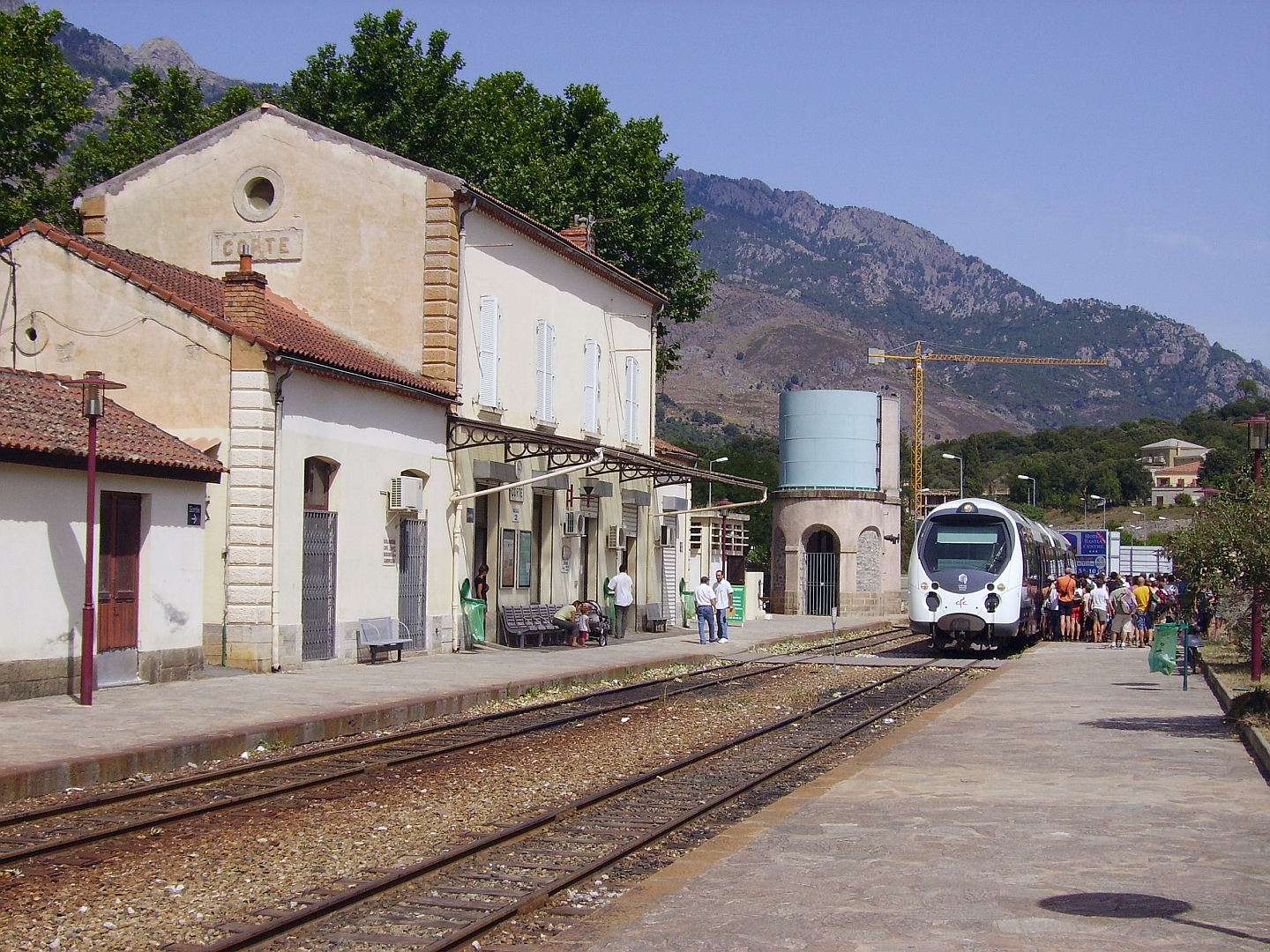
Un Autorail AMG 800 sur voie 2 attend le croisement en gare (2009)

### Intermodalité
Un petit parking pour les véhicules y est aménagé devant la gare. Un arrêt de transport en commun est implanté sur ce parking. Un café et une boulangerie sont situés à proximité. Une agence de location de véhicules est présente sur le quai de la gare côté nord.

## Patrimoine ferroviaire
Outre le bâtiment voyageurs d'origine toujours en service, le site comporte également des toilettes en reconstruction totale été 2017, une ancienne halle à marchandises reconvertie en commerce, une ancienne rampe de chargement de wagons et 2 châteaux d'eau désaffectés utilisé du temps des locomotives à vapeur.
Cette gare avait également la particularité d'être ceinturée par une enceinte dont les restes se trouvent encore près de l'ancienne halle à marchandises et contre le petit commerce de proximité.

## Galerie de photographies

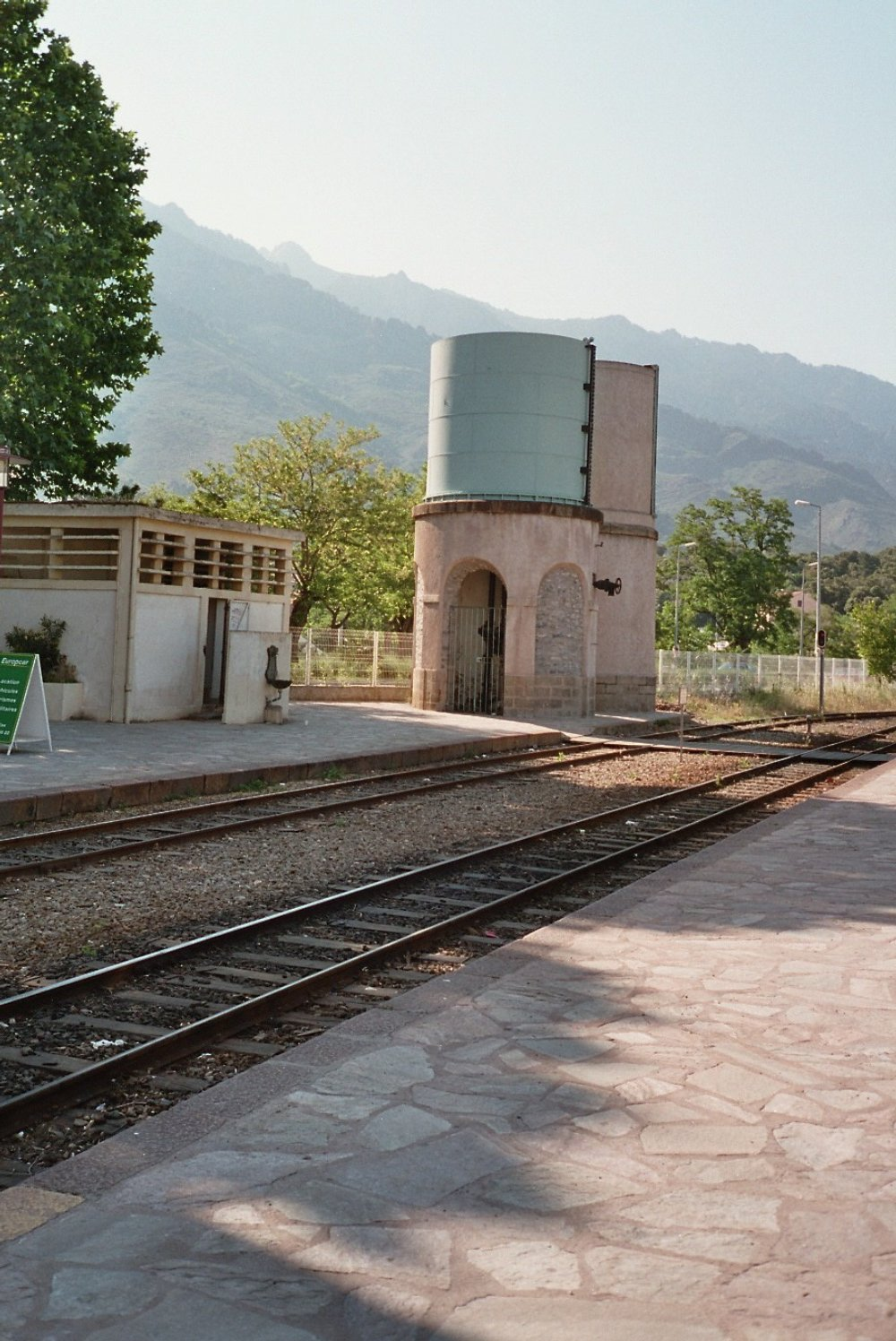
Anciens châteaux d'eau, celui d'origine avec le réservoir métallique et celui bâti à posteriori avec le réservoir en béton.
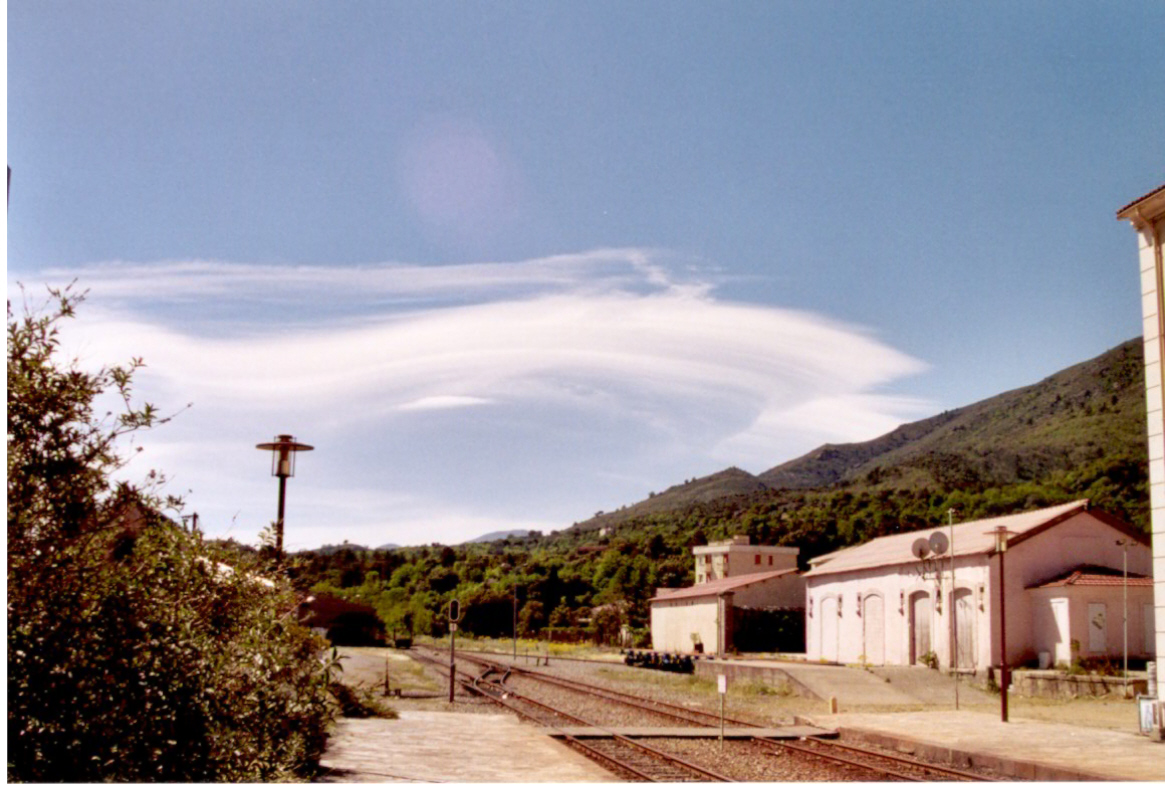
Ancienne halle à marchandises.
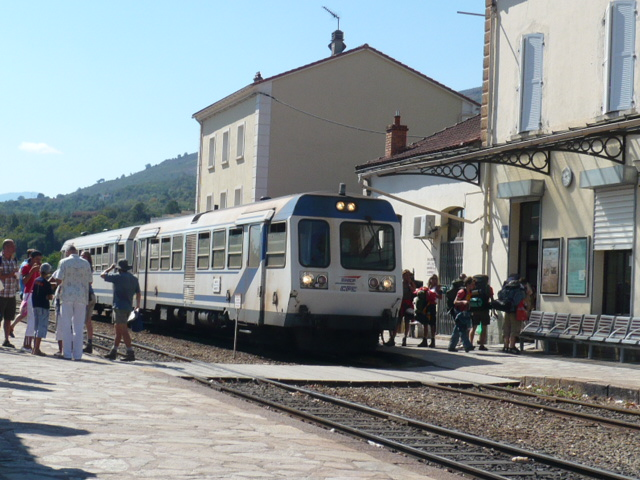
Autorail Soulé X 97050 en partance pour Bastia en 2007